# Спостереження за птахами

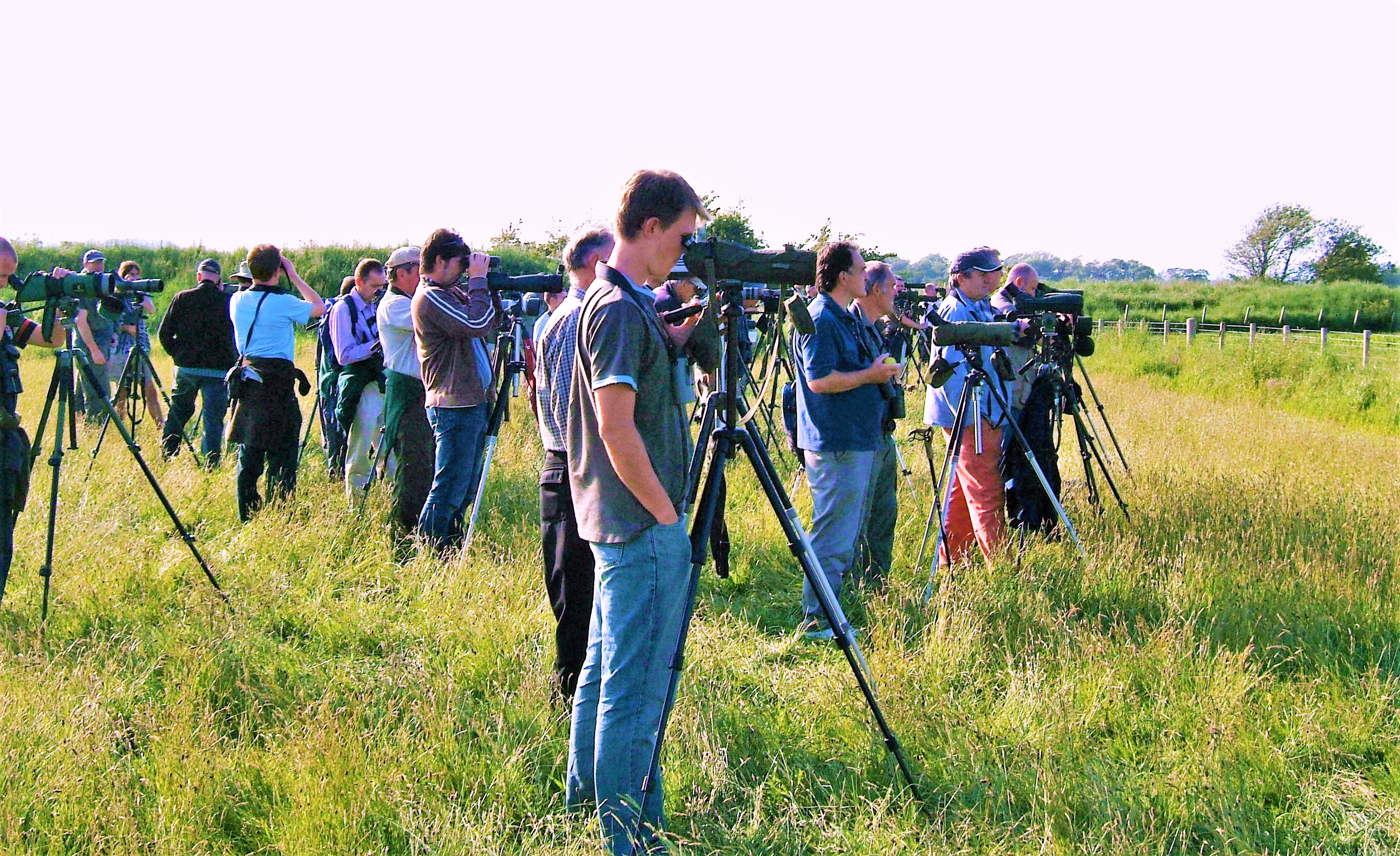
Спостереження за птахами у Великій Британії

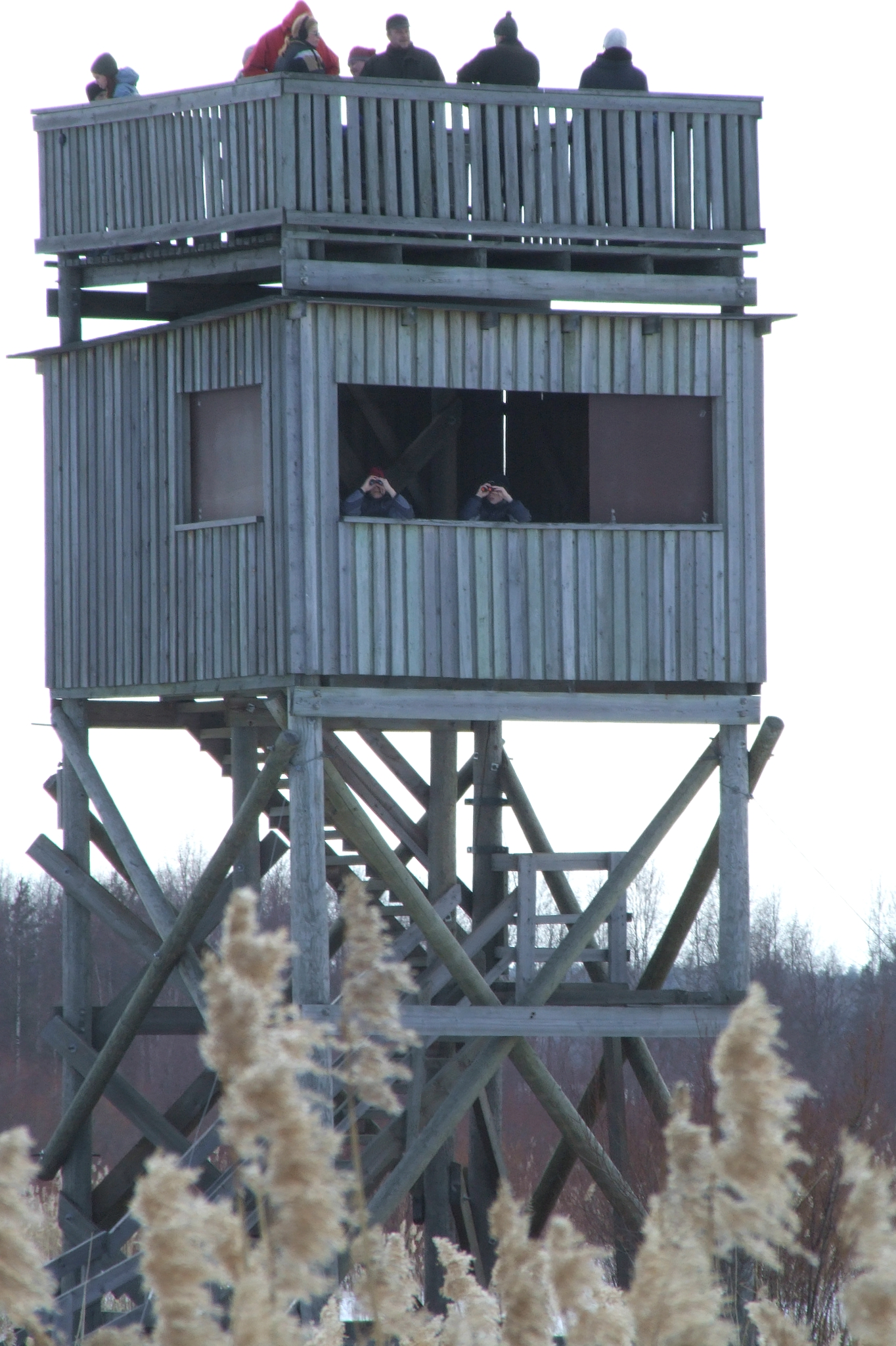
Спостереження зі спеціальної вежі дозволяють бачити птахів на водоймі, при цьому не заважає наземна рослинність, Фінляндія

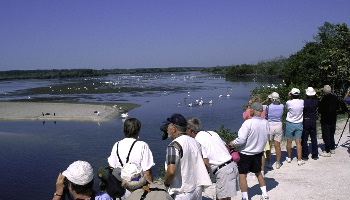
Споглядачі за птахами в національному парку Darling National Wildlife Refuge, Флорида

Спостере́ження за птаха́ми, або «бердво́чінг» (від англ. bird + watch) (англ. birdwatching, синонім — birding) — любительська орнітологія, хобі, один із видів рекреаційної активності що включає спостереження та вивчення птахів. Інколи також називають спортивною орнітологією. Спостереження проводяться візуально або за допомогою бінокля чи іншого оптичного пристрою.
Найбільшу популярність спостереження за птахами має у Великій Британії і США. Воно може мати різні форми активності. Досить популярними є спостереження за птахами на годівничці чи на подвір'ї свого будинку. Для спостережень за птахами споглядачі нерідко здійснюють спеціальні подорожі. Зазвичай їхня мета — побачити якомога більше видів птахів, особливо нових для спостережника.

## Змагання
Серед споглядачів за птахами проводяться різноманітні змагання — хто більше зустріне видів птахів за певний проміжок часу:
- Змагання протягом доби (англ. Big Day Birding). Для цього спостережники збираються у певному місці, нерідко змагаючись командами. Серед таких 24-годинних змагань найбільш відомим є англ. World Series of Birding, що проводиться в США в суботу у середині травня.
- Протягом року (англ. Big Year world record), при цьому змагання можуть бути обмежені однією країною, або можуть враховуватися види, зустрінуті в будь-якій частині світу.
- Спостереження з однієї точки (англ. Big Sit or Big Stay) — коли споглядач не має право виходити за межі визначеного кола (наприклад, 5 метрів[1])

У багатьох країнах існують так звані «клуби», до складу яких приймають споглядачів, що зустріли певну кількість видів. Наприклад, членами «Клубу 200» або «Клубу 300» стають спостережники, які відмітили протягом будь-якого періоду часу 200 або 300 видів птахів на території певної країни.
Багато споглядачів цілеспрямовано мандрують по світу з метою відмітити якомога більшу кількість видів птахів.
Для спостережень за птахами у деяких місцях (зазвичай у національних парках) облаштовуються спеціальні маршрути або місця, зручні для спостережень — наприклад вежі.

## Організації
Існує чимало товариств, які об'єднують любителів птахів. Наприклад, англ. American Birding Association в США. Споглядачі публікують інформацію про спостереження за птахами на спеціалізованих сайтах та журналах (найбільш відомими є американський англ. «Birding»).

## Акції щодо спостереження птахів
Широку популярність мають окремі дні, коли любителі птахів у різних країнах проводять спостереження за птахами. Зокрема, перші вихідні дні жовтня — Всесвітній день спостережень за мігруючими птахами; вихідні, що припадають на кінець другого тижня січня — Великий січневий облік зимуючих птахів; друга субота і неділя травня — Всесвітній день мігруючих птахів. Дані про видовий склад та чисельність птахів, що були зустрінуті у ці дні, узагальнюються у різних країнах. При цьому існує заочне змагання між любителями птахів різних країн.

## Рекорди
- Змагання протягом доби.
  - Світовий рекорд. 8 жовтня 2015 року команда з 4 осіб встановила новий рекорд, виявивши в Еквадорі 425 видів птахів. Попередній рекорд (354 види) було встановлено також на території Еквадору.
  - Рекорд для території Європи. Встановлено у травні 2017 року на території Іспанії — дослідники зафіксували 230 видів.
- Змагання протягом року. Найкращий результат періодично оновлюється. У 2008 році британським спостережникам Ruth Miller і Alan Davies вдалося відмітити 4341 вид. За результатами 2015 року Ноа Страйкер (англ. Noah Strycker) виявив 6042 види птахів. При цьому він відвідав 42 країни[2]. Новий рекорд у 6878 видів був встановлений у 2016 Arjan Dwarshuis з Нідерландів[3].
- Спостереження найбільшої кількості видів. Дуже небагато людей у світі бачили понад 7000 видів птахів. Фібі Снетсінгер змагалася у такий спосіб зі своєю онкохворобою і стала першою, хто побачив більше 8000 видів (8398 на кінець життя у 1999 році)[джерело?]. Серед нині живих любителів птахів із 2008 р. рекордсменом є англієць Том Галлік (англ. Tom Gullick), який живе в Іспанії. Станом на 2012 р. він спостерігав понад 9000 видів птахів (серед 10000 відомих)[4].

## Значення
Спостереження за птахами має значення в декількох аспектах. По-перше, як один з видів активного відпочинку людей. По-друге, економічне — в США й Англії існують десятки туристичних компаній, які спеціалізуються на влаштуванні турів для споглядачів за птахами. Для багатьох національних парків такий вид туризму є важливим джерелом грошових надходжень. По-третє, наукове — любителі птахів збирають інформацію щодо поширення видів птахів, зальоти рідкісних видів, строків прильоту птахів у певну місцевість, беруть участь у моніторингу стану популяцій птахів.

## У медіа
У 2011 р. у США була випущена в прокат кінокомедія «Великий рік», в основі сюжету якої змагання протягом року трьох споглядачів за птахами.

## Ресурси Інтернету
- Бердвочінг — спостереження за птахами. Німецька хвиля. 21 липня 2002 года. Архів оригіналу за 13.03.2012. Процитовано 17.01.2010.
- Birdwatching: англійці спостерігають за птахами (рос.). Радіо Свобода. Архів оригіналу за 21 грудня 2014. Процитовано 31 січня 2008.
- http://www.wikihow.com/Photograph-a-Bird [Архівовано 17 червня 2008 у Wayback Machine.]
- wikiHow: How to Bird Watch — як спостерігати за птахами [Архівовано 16 лютого 2013 у Wayback Machine.] (англ.)
- http://bio.1september.ru/article.php?ID=200304405 [Архівовано 4 березня 2016 у Wayback Machine.]

## Методична література для спостережень за птахами
- Мальчевский А. С. Орнитологические экскурсии. — Л.: Изд-во ЛНУ, 1981. — 296 с.
- Промптов А. Н. Птицы в природе. — М., 1957. — 261 с.
- Сюзанна Девідсон, Сара Кортольд, Кейт Девіс. Стежками природи. Спостерігаємо за птахами. — Харків: Ранок, 2019. — 80 с.